# Portret Eugène’a Bocha
Portret Eugene’a Bocha (hol. De dichter, portret van Eugène Boch, ang. Portrait of Eugene Boch) – to tytuł obrazu olejnego namalowanych przez holenderskiego artystę Vincenta van Gogha we wrześniu 1888 podczas jego pobytu w Arles.
Nr kat.: F 462, JH 1574.

## Historia i opis
W maju 1888 van Gogh wynajął dom przy placu Lamartine 2 w Arles. W domu tym, zwanym “Żółtym Domem”, zamieszkał we wrześniu tego samego roku. Namalował wówczas m.in.  portret zaprzyjaźnionego malarza belgijskiego Eugène’a Bocha. Samego Bocha poznał wcześniej dzięki amerykańskiemu malarzowi Dodge MacKnightowi. Boch miał dziwną, pociągłą twarz, przypominającą Vincentowi twarz flamandzkiego szlachcica z czasów walk Niderlandów o uwolnienie się spod dominacji hiszpańskiej. Namalowany przez van Gogha portret, zwany Poeta (Boch pisał również poezje), zawisł w jego sypialni w „Żółtym Domu”. Widnieje on też na obrazie Pokój van Gogha w Arles, choć nie na wszystkich wersjach.
Van Gogh tak opisywał obraz w liście do brata Theo:
Wczoraj spędziłem  kolejny dzień z tym Belgiem, który ma też siostrę wśród tych Dwudziestu (...) – wreszcie mam pierwszy szkic tego obrazu, o którym marzyłem już od dłuższego czasu – [obrazu] poety. Pozował do niego dla mnie. Jego świetna głowa, z zielonym spojrzeniem, wyróżnia się na moim portrecie na tle gwiaździstego, głęboko ultramarynowego nieba; jego ubiór to mała, żółta marynarka, kołnierz z niefarbowanego płótna, różnokolorowy krawat. Pozował mi dwa razy jednego dnia.
... i siostry Willeminy kilkanaście dni później:
Jeden muszę zacząć, portret młodego belgijskiego impresjonisty; namalowałem go [już] jako poetę. Jego wyrafinowana i niespokojna głowa odcina się na głęboko ultramarynowym tle nocnego nieba z migocącymi gwiazdami.